# 1000-km-Rennen auf dem Nürburgring 1966

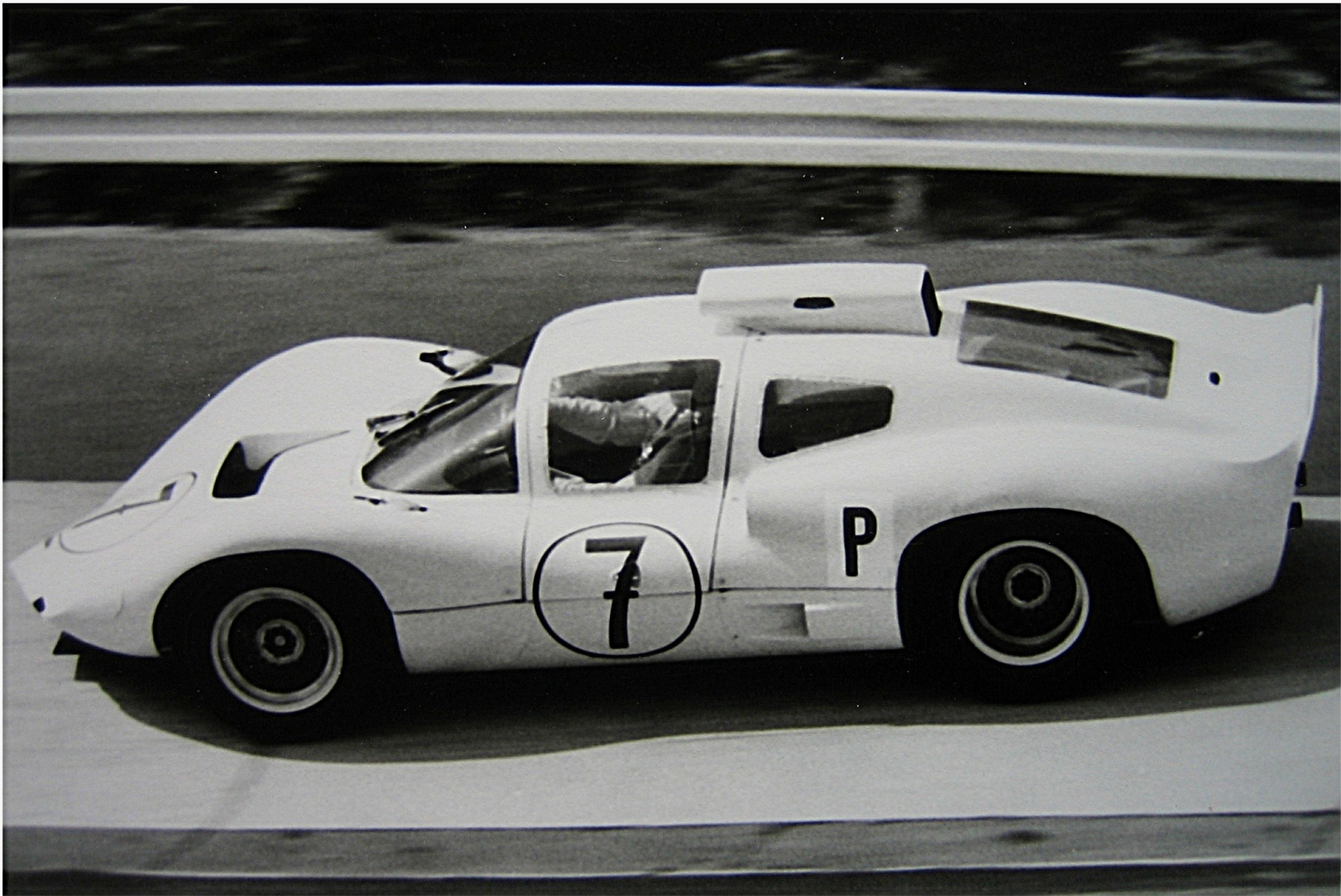
Joakim Bonnier in dem im Rennen siegreichen Chaparral 2D während des Trainings im Streckenabschnitt Karussell …

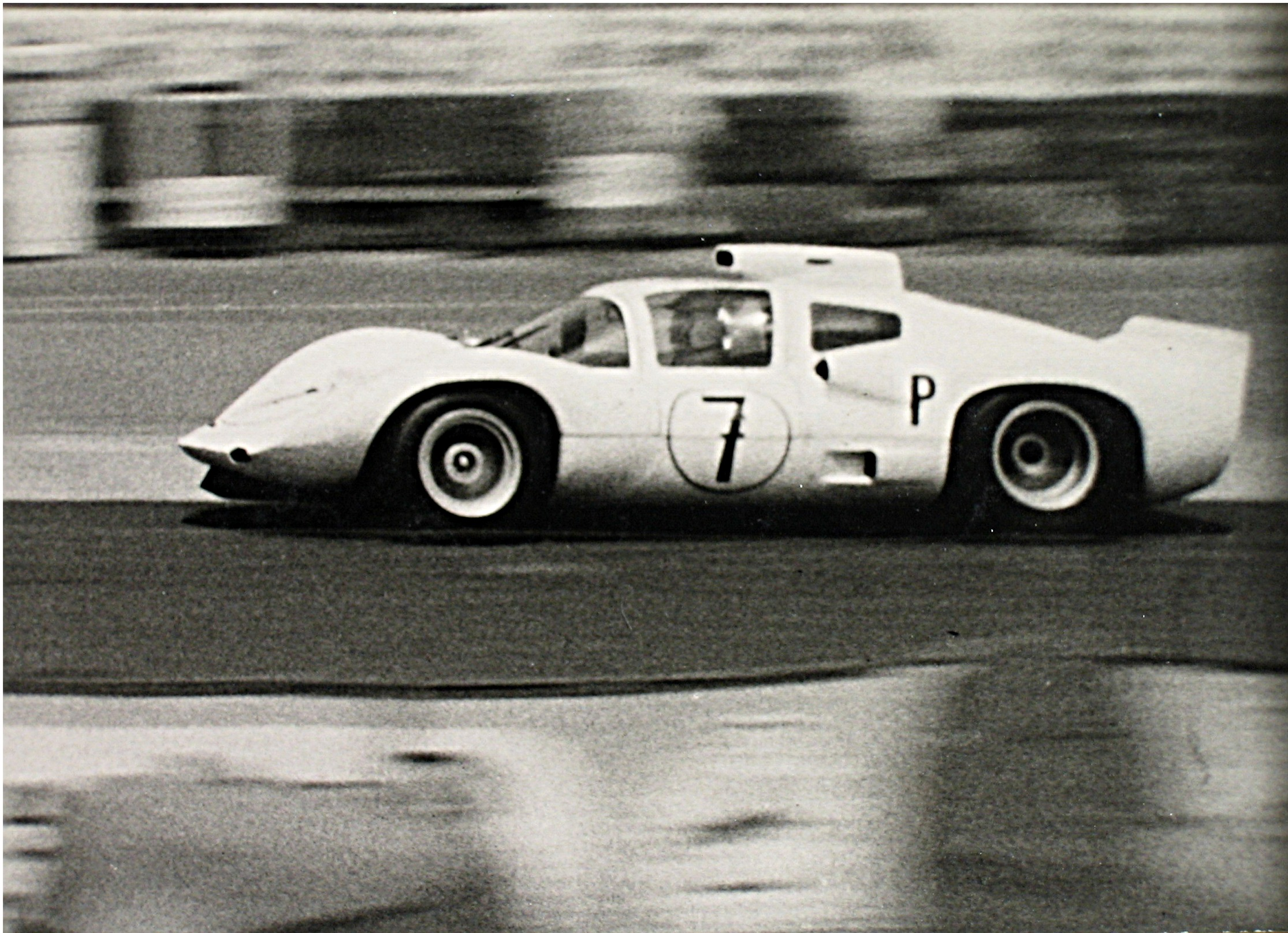
… und auf der Start-und-Ziel-Geraden

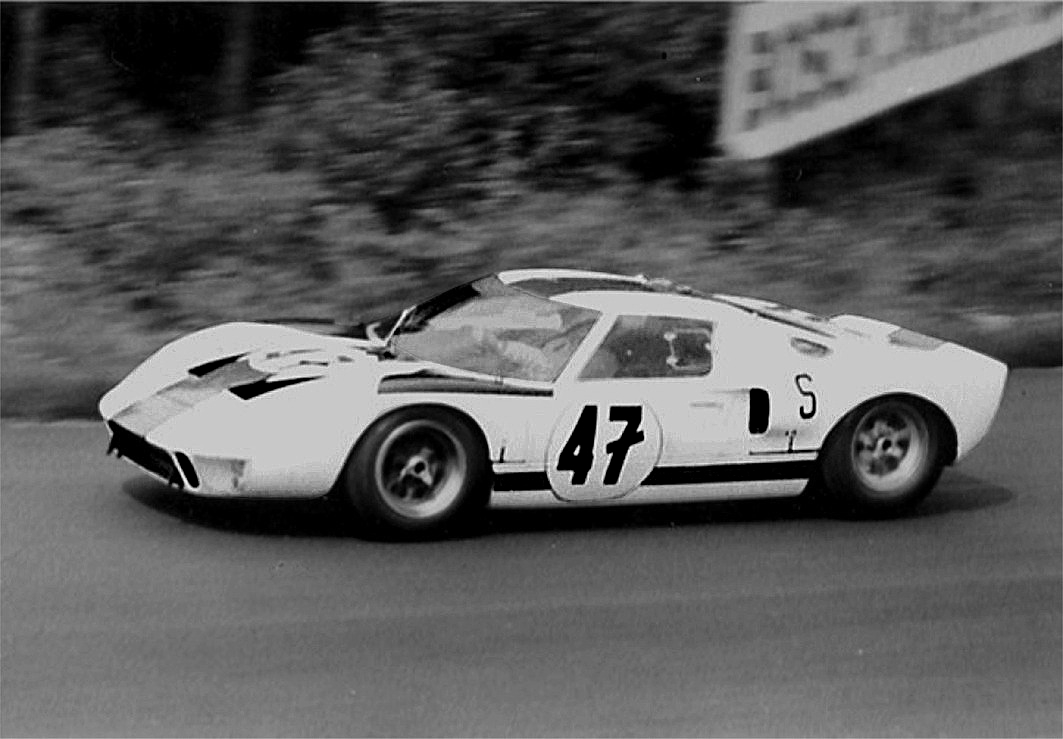
Erneut das Training zum 1000-km-Rennen; diesmal der Ford GT40 von Jochen Neerpasch und John Whitmore bei der Ausfahrt aus dem Karussell

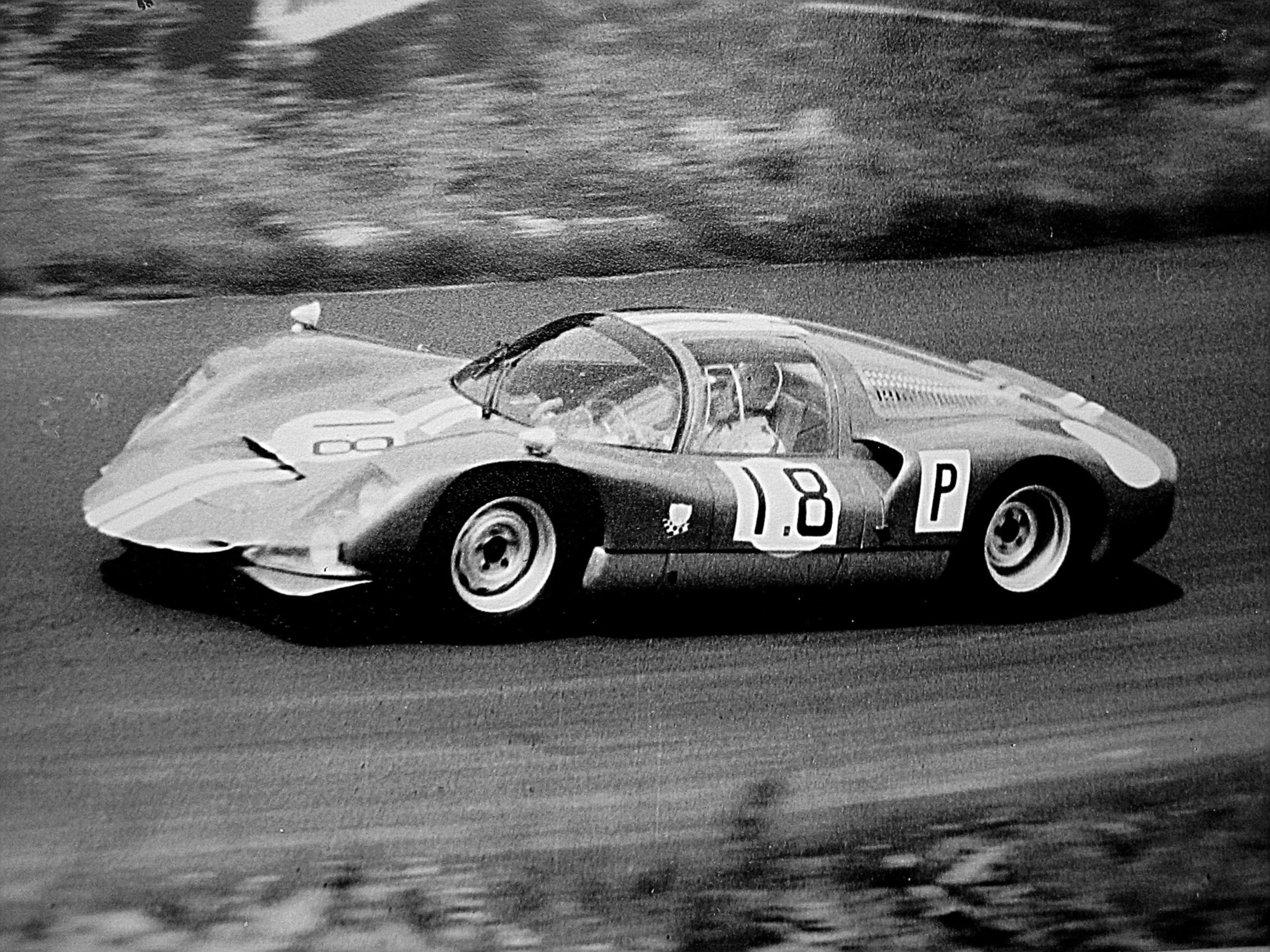
Jo Siffert im Porsche 906

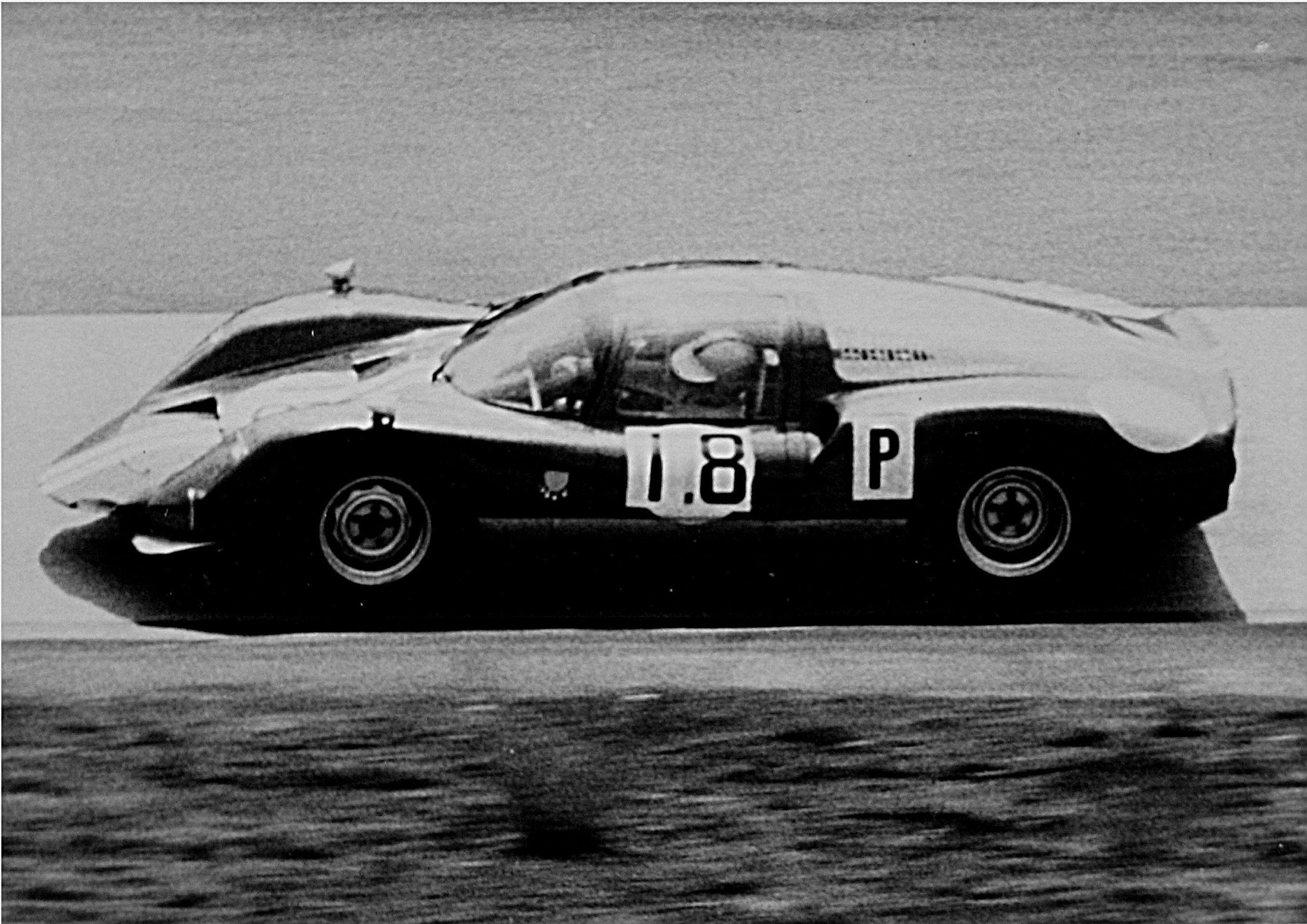
Derselbe Porsche 906, diesmal gefahren von Charles Vögele

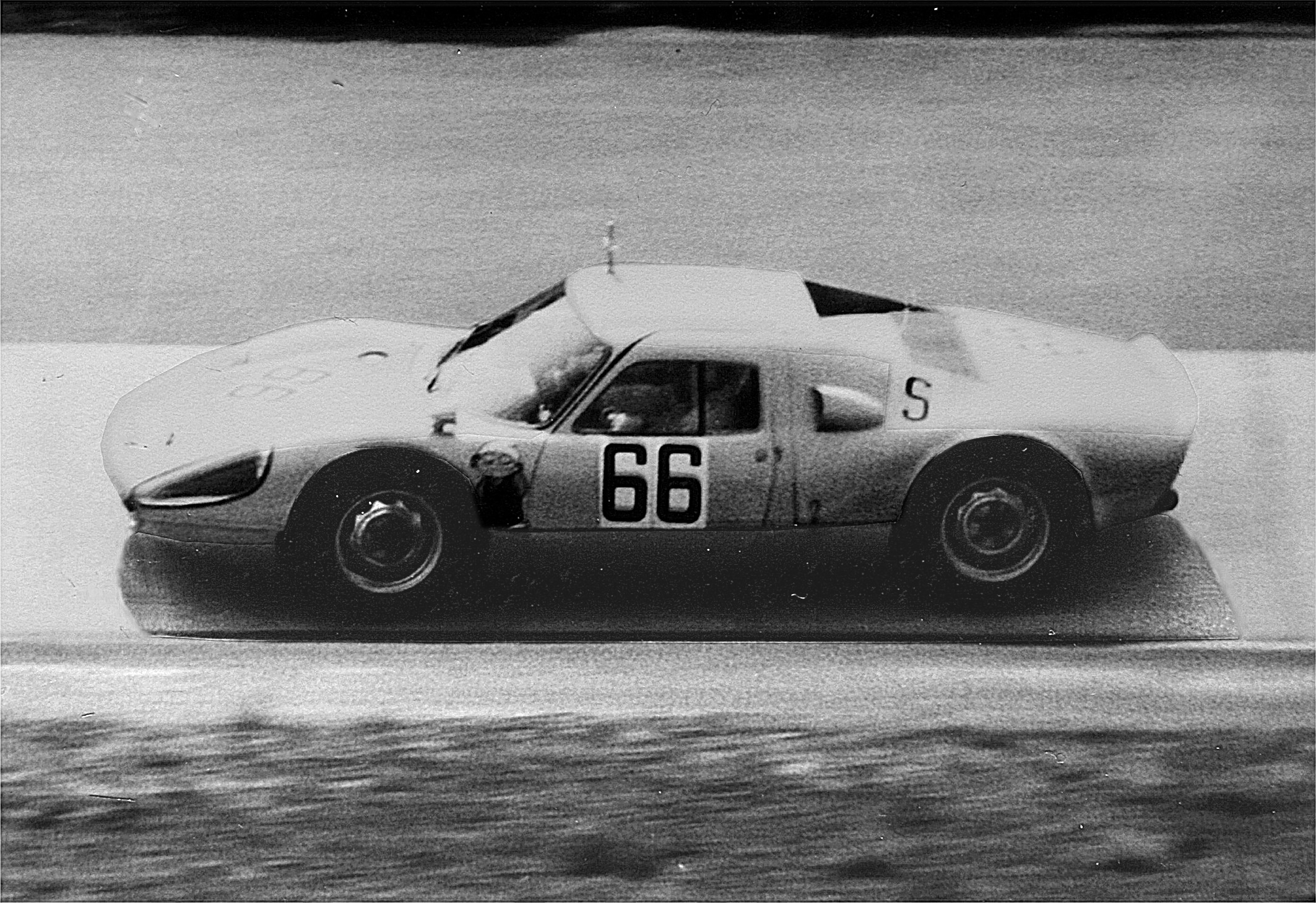
Porsche 904 GTS mit der Startnummer 66; Der ZDF-Kamerawagen, gefahren von Paul Frère und Rainer Günzler

Das zwölfte 1000-km-Rennen auf dem Nürburgring, auch ADAC-1000-km-Rennen, Nürburgring , fand am 5. Juni 1966 auf der Nordschleife des Nürburgrings statt und war der sechste Wertungslauf der Sportwagen-Weltmeisterschaft dieses Jahres.

## Vor dem Rennen
Die Sportwagen-Weltmeisterschaft 1966 begann am 6. Februar mit dem 24-Stunden-Rennen auf dem Daytona International Speedway. Das Rennen endete mit dem Gesamtsieg von Ken Miles und Lloyd Ruby im Ford Mk.II. Auch die zweite Veranstaltung der Saison fand in den Vereinigten Staaten statt. Auf dem Sebring International Raceway wurde das 15. 12-Stunden-Rennen gefahren. Auch bei diesem Langstreckenrennen gewannen Ken Miles und Lloyd Ruby die Gesamtwertung. Einsatzfahrzeug war ein Ford X1 Roadster.
Im April wurde die Weltmeisterschaft in Europa mit dem 1000-km-Rennen von Monza fortgesetzt. John Surtees und Mike Parkes siegten im Werks-Ferrari 330P3 Coupé. Bei der Targa Florio gab es durch Willy Mairesse und Herbert Müller im 906 den ersten Saisonsieg für Porsche. Das letzte Rennen vor den ADAC-1000-Kilometern fand im Mai auf dem Circuit de Spa-Francorchamps statt. Das dortige 1000-km-Rennen brachte mit Mike Parkes und Ludovico Scarfiotti den zweiten Gesamterfolg des Jahres für Ferrari.

## Das Rennen
Seit dem ersten 1000-km-Rennen auf der Nordschleife 1953, das nach einer Fahrzeit von 8:20:44,000 Stunden mit einem Sieg von Alberto Ascari und Giuseppe Farina auf einem Ferrari 375MM Vignale endete, hatte sich die Veranstaltung zum wichtigsten und populärsten Sportwagenrennen in Westdeutschland entwickelt. Rasch kamen große Zuschauermengen in die Eifel. Nach 10.000 Zusehern 1953 kamen 1956 bereits 70.000. 1957 wurde die 100.000er-Marke überschritten, die 200.000er-Marke 1959 durchbrochen. Laut einem Bericht der Juni-Ausgabe der deutschen Automobil-Zeitschrift auto motor und sport kamen 1966 250.000 Menschen mit 90.000 Fahrzeugen am Renntag an die Strecke. Jörg-Thomas Födisch und Matthias Behrndt zitieren in ihrem Buch ADAC 1000 km Rennen den Artikel wie folgt: „Nach Anlage und Durchführung hat das 1000-Kilometer-Rennen auf dem Nürburgring alle Chancen, eines der wichtigsten Rennen der Welt zu werden. 250 000 Zuschauer, die nach polizeilicher Schätzung mit 90 000 Fahrzeugen zu diesem internationalen Großereignis des Motorsports gekommen waren, sind Beweis genug, dass auch im Zeitalter des Fernsehens und verstopfter Autobahnen ein großes Autorennen auf dem landschaftlich einzigartigen Nürburgring eine magische Anziehungskraft besitzt.“ Der Autor des Auto-Motor-und-Sport-Artikels äußerte jedoch auch Kritik: „Freilich ist die 22,8 Kilometer lange Runde der Nordschleife nach heutigen Maßstäben einfach zu lang, um unter den gegebenen Verhältnissen das Spannungsmoment unter den Zuschauern wach zu halten. Der ADAC muss sich überlegen, was er tun kann, um einem Erlahmen des Interesses zu begegnen, das unausbleiblich eintreten wird, wenn in der Zukunft nicht neue Wege beschritten werden. Die Distanz von 1000 Kilometern ebenso wie noch mehr die Länge der Runde, von der 44 zu fahren sind, bedingt ein dichtes und einigermaßen homogenes Teilnehmerfeld.“
Für Motorsportinteressierte, die das Rennen nicht an der Rennstrecke, sondern am Fernseher verfolgten, lieferte das ZDF einen besonderen Service. In einen Porsche 904 GTS, den die Porsche-Rennabteilung zur Verfügung stellte und der von Paul Frère und Rainer Günzler gefahren wurde, waren auf dem Beifahrersitz eine Kamera und ein Sender montiert, beides zusammen etwa 70 kg schwer. Am Dach des Wagens war eine stabile Antenne angebracht und über dem Fahrerplatz ein Mikrofon, über das Günzler, der unter anderem Moderator des aktuellen Sportstudios des ZDF war, live während der Fahrt über das Rennen berichten sollte. Die Tonqualität war jedoch so schlecht, dass man beim ZDF auf den Live-Kommentar verzichtete. Trotz des Zusatzgewichtes durch Kameraanlage und Antenne erreichte das Duo im Qualifikationstraining mit einer Zeit von 9:36,2 Minuten Startplatz 26. Im Rennen gab es 18 Runden lang Live-Bilder aus dem Cockpit eines Rennwagens.

### Teams, Fahrzeuge und Fahrer
Das technisch auffälligste Fahrzeug war der Chaparral 2D. Der Rennwagen, gemeldet von Chaparral Cars, dem Team des US-amerikanischen Rennfahrers Jim Hall, hatte ein Zweigang-Automatikgetriebe und einen Chevrolet-Zweiventil-Saug-V-8-Motor. Bei der technischen Abnahme wurde ein fehlender zweiter Außenspiegel beanstandet. Denn bei der Sitzprobe stellten Technische Delegierte fest, dass man nach hinten fast nichts sehen konnte. Nachdem ein Spiegel an der linken Fahrzeugseite angebracht war, passierte der Wagen problemlos die Abnahme. Probleme gab es auch bei den Werks-Porsche 906. Zwischen der Sitzauflage des Fahrersitzes und der Dachbespannung war laut technischem Reglement ein Abstand von 88 Zentimetern vorgeschrieben. Bei den 906ern betrug dieser Abstand nur 85 Zentimeter. Den Wagen drohte die Disqualifikation. Zu Hilfe kam den Verantwortlichen von Porsche der Umstand, dass auch bei Fahrzeugen von Mitbewerbern kleine Abweichungen vom Reglement festgestellt wurden. Nach einer Übereinkunft aller beanstandeten Teams, auf Proteste nach dem Rennen zu verzichten, wurden alle Fahrzeuge zugelassen.
Gefahren wurde der Chaparral von Joakim Bonnier und Phil Hill. Porsche brachte fünf 906 mit unterschiedlicher Technik an die Strecke. Bob Bondurant/Paul Hawkins, Hans Herrmann/Dieter Glemser und Udo Schütz/Günter Klass steuerten 906E mit Sechszylinder-Einspritzmotor; Jochen Rindt und Nino Vaccarella einen 906 mit 2-Liter-Achtzylinder-Motor. Den fünften 906 fuhren Jean-Pierre Beltoise und Peter Nöcker.
Ferrari setzte bei den drei Werkswagen ebenfalls auf unterschiedliche Konzepte. John Surtees und Mike Parkes fuhren einen 330P Spyder mit V12-Motor und einer Leistung von 420 PS. Ludovico Scarfiotti/Lorenzo Bandini und Pedro Rodríguez/Richie Ginther gingen jeweils mit einem Dino 206S an den Start. Die Dinos hatten 6-Zylinder-Mittelmotoren, waren leistungsschwächer als der 330P3, jedoch leichter und wendiger.
Neben den Rennwagen von Porsche und Ferrari gab es in dem großen Starterfeld auch Werksengagements von Autodelta, Abarth, Alpine und Lancia.

### Der Rennverlauf
Die schnellste Qualifikationszeit fuhr John Surtees im Ferrari 330P3 Spyder, der die 22,810 Kilometer lange Strecke in einer Zeit von 8:31,900 Minuten umrundete. Diese Zeit entsprach einem Schnitt von 160,414 km/h. Beim Le-Mans-Start reihten sich hinter Surtees Joakim Bonnier im Chaparral, Jochen Rindt im Porsche 906, Ludovico Scarfiotti im Ferrari Dino, Hans Herrmann im Porsche sowie Udo Schütz in einem weiteren Porsche auf. Den besten Start hatte Scarfiotti, der das Feld in die Südkehre führte. Schon in der ersten Runde gab es die ersten Ausfälle. Am Flugplatz endete die Fahrt von John Whitmore nach einem Aufhängungsschaden am Ford GT40. Kurt Ahrens stoppte eine defekte Benzinpumpe am Abarth 1300 OT am Bergwerk. Ahrens und Teamkollege Ernst Furtmayr stiegen daraufhin in den Abarth von Johannes Ortner und Wolf-Dieter Mantzel um. Das Quartett beendete das Rennen an der 14. Stelle der Gesamtwertung und gewann die Klasse der Sportwagen bis 1,3 Liter Hubraum. Während der ersten Runde hatte Surtees im P3 die Führung übernommen. Ihm folgten Scarfiotti und Bonnier. Jochen Rindt war wegen Kupplungsproblemen am Start schlecht weggekommen und lag nach der ersten Runde abgeschlagen am Ende des Feldes. Als Rindt den Wagen in der siebten Runde an seinen Teamkollegen Vaccarella übergab, war er an die vierte Stelle vorgefahren. Zu diesem Zeitpunkt war der P3 in der Wertung bereits zurückgefallen, da Surtees wegen eines defekten Stoßdämpfers an die Box kam. Parkes konnte das Rennen zwar fortsetzten, lag aber weit zurück. Nach 35 gefahrenen Runden musste der Wagen endgültig aus dem Rennen genommen werden.
Einen schweren Unfall löste Karl-Heinz Becker aus. Becker fuhr einen Martini in der Klasse für Prototypen bis 1,3 Liter Hubraum, hatte schon einige Runden an der Box verloren und blieb in der elften Runde wegen eines Kolbenschadens bei der Auffahrt zu Start und Ziel auf der Strecke stehen. Für ein dauerhaftes Anhalten war der Platz extrem ungünstig, da nach dem langen geraden Streckenteil der Döttinger Höhe trotz der engen Piste hohe Geschwindigkeiten gefahren wurden. Nachdem Becker vergeblich versucht hatte, den Wagen mit den Anlasser wieder in Gang zu bringen, stieg er aus und öffnete die Motorhaube, um den Fehler zu suchen. Becker dürfte nicht gewusst haben, dass fremde Hilfe aus Sicherheitsgründen erlaubt war und nicht zur Disqualifikation geführt hätte. Er schickte die zu Hilfe eilenden Streckenposten wieder weg und hantierte minutenlang alleine am Wagen. Immer wieder mussten Fahrzeuge ausweichen, einer schaffte das nicht. Fritz Jüttner, der Vater des späteren Technischen Direktors von Joest Racing Ralf Jüttner, sah zwar die geschwenkten gelben Flaggen, konnte aber nicht mehr ausweichen und prallte in den Martini. Jüttner wurde dabei aus dem Wagen geschleudert und erlitt schwere Kopfverletzungen. Durch die Wucht des Aufpralls wurde der Martini auf einen angrenzenden Parkplatz geschoben, wo einige abgestellte Wagen beschädigt wurden. Becker konnte sich mit einem Sprung hinter die Leitschiene rechtzeitig in Sicherheit bringen.
Bei Rennhälfte lag Bonnier mit einem Vorsprung von fünf Minuten vor dem Scarfiotti/Bandini-Ferrari Dino an der Spitze. In der 36. Runde musste der an der dritten Stelle fahrende Vaccarella nach einem Getriebeschaden am Porsche das Rennen aufgeben. Phil Hill steuerte den Chaparral, als gegen Ende des Rennens heftiger Regen einsetzte, der den sicher scheinenden Gesamtsieg des Teams gefährdete. Als Hill zum Reifenwechsel an die Box kam, war die Mannschaft nicht vorbereitet und es dauerte Minuten, bis endlich Regenreifen montiert waren. Weil der kleine Scheibenwischer schlecht arbeitete, verlangsamte Hill mehrmals extrem, öffnete die Dachluke und säuberte die Frontscheibe mit der Hand. Routiniert brachte er den Wagen jedoch sicher zum Gesamterfolg ins Ziel.

## Ergebnisse

### Schlussklassement
| 1                  | P + 2.0  | 7   | Chaparral                           | Joakim Bonnier Phil Hill                                       | Chaparral 2D                   | 44 |
| 2                  | P 2.0    | 11  | Ferrari S.p.a.                      | Ludovico Scarfiotti Lorenzo Bandini                            | Ferrari Dino 206S              | 44 |
| 3                  | P 2.0    | 12  | Ferrari S.p.a.                      | Pedro Rodríguez Richie Ginther                                 | Ferrari Dino 206S              | 44 |
| 4                  | P 2.0    | 17  | Porsche                             | Bob Bondurant Paul Hawkins                                     | Porsche 906E                   | 43 |
| 5                  | S + 3.0  | 45  | Ford France                         | Jo Schlesser Guy Ligier                                        | Ford GT40                      | 43 |
| 6                  | S + 3.0  | 50  | Red Rose Motors                     | Peter Sutcliffe John Taylor                                    | Ford GT40                      | 43 |
| 7                  | S 2.0    | 60  | Racing Team Holland                 | Gijs van Lennep David van Lennep                               | Porsche 906                    | 42 |
| 8                  | S 2.0    | 62  | Sten Axelsson                       | Sten Axelsson Boo Johansson                                    | Porsche 906                    | 42 |
| 9                  | P + 2.0  | 8   | Scuderia Filipinetti                | Willy Mairesse Herbert Müller                                  | Ferrari 250LM                  | 42 |
| 10                 | S 2.0    | 64  | Gerhard Koch                        | Gerhard Koch Herbert Linge                                     | Porsche 906                    | 42 |
| 11                 | S 2.0    | 61  | Porsche                             | Jean-Pierre Beltoise Peter Nöcker                              | Porsche 906                    | 42 |
| 12                 | S + 3.0  | 49  | Vixen Investments Ltd               | Mike Spence Richard Bond                                       | Ford GT40                      | 42 |
| 13                 | S 1.6    | 77  | Autodelta                           | Lucien Bianchi Herbert Schultze                                | Alfa Romeo Giulia TZ2          | 41 |
| 14                 | S 1.3    | 83  | Abarth & C.                         | Johannes Ortner Kurt Ahrens Ernst Furtmayr Wolf-Dieter Mantzel | Abarth 1300 OT                 | 40 |
| 15                 | S 1.3    | 80  | Abarth & C.                         | Leo Cella Anton Fischhaber                                     | Abarth 1300 OT                 | 40 |
| 16                 | S 1.3    | 84  | Scuderia Lufthansa                  | Hans-Dieter Dechent Robert Huhn                                | Abarth 1300 OT                 | 39 |
| 17                 | P 1.3    | 31  | Abarth & C.                         | Manfred Abels Erich Bitter                                     | Abarth 1300 OT                 | 39 |
| 18                 | S 1.3    | 87  | Automobiles Alpine                  | Roger Delageneste Jacques Patte                                | Alpine A110                    | 38 |
| 19                 | GT 2.0   | 106 | Carl-Gregor Auer                    | Joseph Greger Carl-Gregor Auer                                 | Porsche 911                    | 38 |
| 20                 | P 1.3    | 34  | Richard Groves                      | Clive Baker John Moore                                         | Austin-Healey Sprite           | 37 |
| 21                 | S 1.6    | 76  | Autodelta                           | Andrea de Adamich Teodoro Zeccoli                              | Alfa Romeo Giulia TZ2          | 36 |
| 22                 | P 1.3    | 35  | Richard Groves                      | Mike Garton Alec Poole                                         | Austin-Healey Sprite           | 36 |
| 23                 | P 1.6    | 24  | Scuderia Lufthansa                  | Reinhold Joest Hermann Dorner                                  | Porsche 356B 1600              | 36 |
| 24                 | GT 2.0   | 108 | Henri Perrier                       | Henri Perrier Keith Greene                                     | Porsche 911                    | 36 |
| 25                 | GT + 2.0 | 98  | Frank Kalkuhl                       | Helmut Felder Frank Kalkuhl                                    | Ferrari 275 GTB                | 36 |
| 26                 | P 1.6    | 30  |                                     | Karl vom Kothen Günther Lohsträter                             | Alfa Romeo GTA                 | 36 |
| 27                 | P 1.6    | 23  | Manfred Hartung                     | Manfred Hartung Heinz Gilges                                   | Alfa Romeo GTA                 | 36 |
| 28                 | GT 1.6   | 113 | Christmann-Hein                     | Erhard Sailer Konrad Lammers                                   | Porsche 356C 1600 SC           | 36 |
| 29                 | GT + 2.0 | 97  | Michael Merrick                     | John Harper Michael Merrick                                    | Jaguar E-Type                  | 35 |
| 30                 | GT 1.6   | 112 | International Racing Club           | Joachim Komusin Siegfried Müller senior                        | Alfa Romeo Giulia              | 34 |
| 31                 | GT 1.3   | 119 | Scuderia Nuvolari                   | Luigi Foschi Luigi Malanca                                     | Lancia Fulvia HF               | 33 |
| 32                 | GT 1.3   | 123 | Grahame White                       | Grahame White Keith Grant                                      | Austin-Healey Speedwell Sprite | 32 |
| Nicht klassiert    |          |     |                                     |                                                                |                                |    |
| 33                 | P 1.3    | 33  | Roy Johnson                         | Roy Johnson R. W. Waters                                       | Marcos Mini GT                 | 33 |
| 34                 | P 1.3    | 42  | Richard Höhfeld                     | Richard Höhfeld Heinrich Oestreich                             | Glas 1304 TS                   | 33 |
| 35                 | S + 3.0  | 53  | Ecurie Cinquante Cinq               | Tony Settember Ed Freutel                                      | Shelby Cobra                   | 32 |
| 36                 | GT 2.0   | 103 | Squadra Tartaruga                   | Alex Bieber Peter Scherrer                                     | MGB                            | 32 |
| 37                 | GT 1.6   | 111 | Team Elan Sweden                    | Arno Gyltman Ragnar Eklund                                     | Lotus Elite                    | 31 |
| 38                 | S 1.6    | 70  | Mefco Racing                        | Peter Mould Martin Hone                                        | Lotus Elan                     | 23 |
| Disqualifiziert    |          |     |                                     |                                                                |                                |    |
| 34                 | GT + 2.0 | 100 | Jochen Neerspasch                   | Günther Selbach Karl von Wendt                                 | Shelby GT350                   | 37 |
| Ausgefallen        |          |     |                                     |                                                                |                                |    |
| 35                 | P + 2.0  | 4   | Antonio Peixinho                    | Pierre de Siebenthal Antonio Heredia de Bandeira               | Ferrari 250LM                  | 38 |
| 36                 | P + 2.0  | 5   | Porsche                             | Jochen Rindt Nino Vaccarella                                   | Porsche 906-8                  | 36 |
| 37                 | P 2.0    | 15  | Porsche                             | Hans Herrmann Dieter Glemser                                   | Porsche 906E                   | 36 |
| 38                 | P + 2.0  | 1   | Ferrari S.p.a.                      | John Surtees Mike Parkes                                       | Ferrari 330P3 Spyder           | 35 |
| 39                 | P + 2.0  | 3   | Peter Clarke                        | Peter Clarke Mark Konig                                        | Ferrari 250LM                  | 35 |
| 40                 | S 1.6    | 69  | Peter Taggart                       | Peter Taggart Keith Burnand                                    | Lotus Elan                     | 34 |
| 41                 | P 2.0    | 14  | Maranello Concessionaires           | Richard Attwood David Piper                                    | Ferrari Dino 206S              | 27 |
| 42                 | P 2.0    | 16  | Porsche                             | Udo Schütz Günter Klass                                        | Porsche 906E                   | 27 |
| 43                 | GT 2.0   | 107 | Julian Vernaeve                     | Andrew Hedges Julian Vernaeve                                  | MGB                            | 27 |
| 44                 | S 2.0    | 59  | Porsche Cars Great Britain Ltd.     | Peter de Klerk Mike De Udy                                     | Porsche 906                    | 24 |
| 45                 | GT 1.3   | 120 | Robert Leysieffer                   | Franz Schwan Robert Leysieffer                                 | Glas 1300 GT                   | 24 |
| 46                 | P 1.3    | 39  | William Bradley                     | William Bradley Steve Neal                                     | Triumph Spitfire               | 22 |
| 47                 | S 1.6    | 74  | Scuderia Sant Ambroeus              | Girolamo Capra Giorgio Pianta                                  | Alfa Romeo Giulia TZ2          | 20 |
| 48                 | S 1.6    | 78  | Renngemeinschaft Nürburgring        | Manfred Mohr Günter Wallrabenstein                             | Lotus Elan                     | 19 |
| 49                 | S 2.0    | 66  | Zweites Deutsches Fernsehen (ZDF)   | Paul Frère Rainer Günzler                                      | Porsche 904 GTS                | 18 |
| 50                 | S 1.6    | 75  | Autodelta                           | Roberto Bussinello Giacomo Russo                               | Alfa Romeo Giulia TZ2          | 14 |
| 51                 | S + 3.0  | 44  | Colonel R. J. Hoare F. English Ltd. | Innes Ireland Mike Salmon                                      | Ford GT40                      | 13 |
| 52                 | P 2.0    | 18  | Team Charles Vögele                 | Joseph Siffert Charles Vögele                                  | Porsche 906                    | 12 |
| 53                 | S 1.6    | 72  | Chris Barber                        | John Hine Peter Gethin                                         | Lotus Elan                     | 11 |
| 54                 | S 1.3    | 81  | Abarth & C.                         | Fritz Jüttner Klaus Steinmetz                                  | Abarth 1300 OT                 | 11 |
| 55                 | S 2.0    | 63  | Ecurie Basilisk                     | Hans Kühnis Heini Walter                                       | Porsche 906                    | 10 |
| 56                 | S 1.6    | 67  | Autohaus Behnke                     | Klaus Miersch Manfred Behnke                                   | Lotus Elan                     | 10 |
| 57                 | GT + 2.0 | 96  | Dick Protheroe                      | Edward Nelson Rhoddy Harvey-Bailey                             | Jaguar E-Type                  | 10 |
| 58                 | P 2.0    | 21  | Team Diva                           | Jeremy Delmar-Morgan Mike Walton                               | Diva Valkyrie                  | 9  |
| 59                 | P 1.3    | 32  | Autocadia Racing                    | Albert Powell Anthony Harvey                                   | Marcos GT                      | 9  |
| 60                 | P 1.3    | 40  | Willi Martini                       | Karl-Heinz Becker Arthur Schneider                             | Martini                        | 7  |
| 61                 | GT 1.6   | 114 | Friedhelm Thiessen                  | Friedhelm Thiessen Rolf Stommelen                              | Lotus Elite                    | 7  |
| 62                 | GT 1.3   | 118 | H. F. Lancia Automobili             | Achille Marzi Carlo Facetti                                    | Lancia Fulvia HF               | 7  |
| 63                 | P 1.3    | 41  | Willi Martini                       | Wolfram Schmitz Friedrich Noenen                               | Martini                        | 6  |
| 64                 | S + 3.0  | 46  | Essex Wire Corp.                    | Peter Revson Skip Scott                                        | Ford GT40                      | 4  |
| 65                 | S 1.3    | 88  | Automobiles Alpine                  | Henri Grandsire Jean Vinatier                                  | Alpine A110                    | 4  |
| 66                 | P 1.6    | 25  | John Blades                         | John Blades John Calvert                                       | Ginetta G4R                    | 1  |
| 67                 | GT 1.3   | 121 | Gerhard Bodmer                      | Dieter Schmid Gerhard Bodmer                                   | Glas 1300 GT                   | 1  |
| 68                 | P 1.6    | 28  | Squadra Foitek                      | Rico Steinemann Andreas Eichhorn                               | Lotus Elan                     | 1  |
| 69                 | P 1.6    | 29  | Willi Martini                       | Kurt Louis                                                     | Martini                        | 1  |
| 70                 | P 1.3    | 43  | Team Diva                           | Jon Samuel Mike Franey                                         | Diva GT                        | 1  |
| 71                 | S 3.0    | 47  | Essex Wire Corp.                    | John Whitmore Jochen Neerpasch                                 | Ford GT40                      | 1  |
| 72                 | S 1.3    | 82  | Abarth & C.                         | Kurt Ahrens Ernst Furtmayr                                     | Abarth 1300 OT                 | 1  |
| Nicht gestartet    |          |     |                                     |                                                                |                                |    |
| 73                 | P 1.6    | 26  | Squadra Tartaruga                   | Xavier Perrot Peter Ettmüller                                  | Lotus 23                       | 1  |
| 74                 | S + 3.0  | 52  | Nickolas Granville-Smith            | Nickolas Granville-Smith Patrick McNally                       | Shelby Cobra                   | 2  |
| 75                 | S 1.3    | 85  | Abarth Corse Deutschland            | Manfred Abels Günther Selbach                                  | Abarth 1300 OT                 | 3  |
| 76                 | S 1.3    | 86  | Abarth Corse Deutschland            | Erich Bitter Siegfried Dau                                     | Abarth 1300 OT                 | 4  |
| 77                 | S 1.3    | 91  | Abarth Corse Schweiz                | Joe Kretschi Peter Maron                                       | Abarth 1300 OT                 | 5  |
| 78                 | S 2.0    | T   | Porsche                             | Paul Hawkins Jean-Pierre Beltoise                              | Porsche 906                    | 6  |
| 79                 | P 2.0    | 2   | Ferrari S.p.a.                      | John Surtees Mike Parkes Lorenzo Bandini                       | Ferrari 330P3 Coupe            | 7  |
| 80                 | S + 3.0  | 53T | Ecurie Cinquante Cinq               | Tony Settember Ed Freutel                                      | Shelby Cobra                   | 8  |
| Nicht qualifiziert |          |     |                                     |                                                                |                                |    |
| 81                 | S 1.3    | 79  | Richard Höhfeld                     | Richard Höhfeld Heinrich Oestreich                             | Glas 1304 GT                   | 9  |
| 82                 | GT 2.0   | 104 | Scuderia Lufthansa                  | Eberhard Schmitthelm Günther Schwarz                           | Porsche 911                    | 10 |
| 83                 | GT 2.0   | 105 | Günter Wallrabenstein               | Günter Wallrabenstein                                          | Porsche 911                    | 11 |
| 84                 | GT 1.3   | 24  | John Jeffcoat                       | W. A. Cooper D. H. Dunnell                                     | Austin-Healey Sprite           | 12 |

1 nicht gestartet
2 Motorschaden im Training
3 nicht gestartet
4 nicht gestartet
5 nicht gestartet
6 Trainingswagen
7 Ersatzwagen
8 Trainingswagen
9 nicht qualifiziert
10 nicht qualifiziert
11 nicht qualifiziert
12 nicht qualifiziert

### Nur in der Meldeliste
Hier finden sich Teams, Fahrer und Fahrzeuge, die ursprünglich für das Rennen gemeldet waren, aber aus den unterschiedlichsten Gründen daran nicht teilnahmen.
| Pos. | Klasse   | Nr. | Team                         | Fahrer                           | Chassis                   |
| ---- | -------- | --- | ---------------------------- | -------------------------------- | ------------------------- |
| 85   | P 2.0    |     | Matra Sports                 | Johnny Servoz-Gavin Alan Rees    | Matra MS620               |
| 86   | P + 2.0  | 6   | Prototipi Bizzarrini         | Edgar Berney                     | Bizzarrini GT Strada 5300 |
| 87   | P 2.0    | 20  | Drummond Racing              | George Drummond Rollo Fielding   | Ferrari Dino 206S         |
| 88   | P 1.6    | 27  | Gustav Schlup                | Gustav Schlup Jacques Calderari  | Elva Mk.7                 |
| 89   | P 2.0    | 30  | Abarth & C.                  |                                  | Abarth 1600 OT            |
| 90   | S + 3.0  | 48  | Scuderia Filipinetti         | Willy Mairesse Herbert Müller    | Ferrari 250LM             |
| 91   | S + 3.0  | 51  | Epstein Enterprises          | Paul Hawkins Jackie Epstein      | Ferrari 250LM             |
| 92   | S + 3.0  | 54  | David Piper                  | Mike Salmon David Hobbs          | Ferrari 250LM             |
| 93   | S + 3.0  | 55  | Art Swanson                  | Art Swanson Robert Ennis         | Ferrari 250LM             |
| 94   | S 2.0    | 65  | A. K. McHardy                | John Wingfield A. K. McHardy     | TVR 1800S                 |
| 95   | S 1.6    | 71  | Team Elan Sweden             | Per Brandström Steffan Wahlström | Lotus Elan                |
| 96   | S 1.6    | 73  | Österr. Automobil Sport-Club | Peter Peter Richard Gerlin       | Lotus Elan                |
| 97   | S + 3.0  | 95  | John Sparrow                 | Neil Dangerfield John Sparrow    | Shelby Cobra              |
| 98   | GT + 2.0 | 99  | C. Lucas Engineering Ltd.    | Roy Pike Piers Courage           | Ferrari 275 GTB           |
| 99   | GT 1.6   | 110 | Team Elan Sweden             | Björn Svensson Kjell Lindgren    | Lotus Elan                |
| 100  | GT 1.6   | 116 | Renngemeinschaft Nürburgring | Peter Otto Jörg Klasen           | Porsche 356               |
| 101  | GT 1.3   | 122 | Otto Lux                     | Otto Lux Karl Herd               | Glas 1300 GT              |

### Klassensieger
| Klasse   | Fahrer              | Fahrer           | Fahrer         | Fahrer              | Fahrzeug              | Platzierung im Gesamtklassement |
| -------- | ------------------- | ---------------- | -------------- | ------------------- | --------------------- | ------------------------------- |
| P + 2.0  | Joakim Bonnier      | Phil Hill        |                |                     | Chaparral 2D          | Gesamtsieg                      |
| P 2.0    | Ludovico Scarfiotti | Lorenzo Bandini  |                |                     | Ferrari Dino 206S     | Rang 2                          |
| P 1.6    | Reinhold Joest      | Hermann Dorner   |                |                     | Porsche 356B 1600     | Rang 23                         |
| P 1.3    | Manfred Abels       | Erich Bitter     |                |                     | Abarth 1300 OT        | Rang 17                         |
| S + 3.0  | Jo Schlesser        | Guy Ligier       |                |                     | Ford GT40             | Rang 5                          |
| S 2.0    | Gijs van Lennep     | David van Lennep |                |                     | Porsche 906           | Rang 7                          |
| S 1.6    | Lucien Bianchi      | Herbert Schultze |                |                     | Alfa Romeo Giulia TZ2 | Rang 13                         |
| S 1.3    | Johannes Ortner     | Kurt Ahrens      | Ernst Frutmayr | Wolf-Dieter Mantzel | Abarth 1300 OT        | Rang 14                         |
| GT + 2.0 | Helmut Felder       | Frank Kalkuhl    |                |                     | Ferrari 275 GTB       | Rang 25                         |
| GT 2.0   | Joseph Greger       | Carl-Gregor Auer |                |                     | Porsche 911           | Rang 19                         |
| GT 1.6   | Erhard Sailer       | Konrad Lammers   |                |                     | Porsche 356C 1600 SC  | Rang 28                         |
| GT 1.3   | Luigi Foschi        | Luigi Malanca    |                |                     | Lancia Fulvia HF      | Rang 31                         |

### Renndaten
- Gemeldet: 101
- Gestartet: 72
- Gewertet: 32
- Rennklassen: 12
- Zuschauer: 250000
- Wetter am Renntag: warm und trocken, Regen am Rennende
- Streckenlänge: 22,810 km
- Fahrzeit des Siegerteams: 6:58:47,600 Stunden
- Gesamtrunden des Siegerteams: 44
- Gesamtdistanz des Siegerteams: 1003,640 km
- Siegerschnitt: 143,790 km/h
- Pole Position: John Surtees – Ferrari 330P3 Spyder (#1) – 8:31,900 = 160,414 km/h
- Schnellste Rennrunde: John Surtees – Ferrari 330P3 Spyder (#1) – 8:37,000 = 158,832 km/h
- Rennserie: 6. Lauf zur Sportwagen-Weltmeisterschaft 1966